# Hermann-Josef Richter
Hermann-Josef Richter (* 1. Februar 1944 in Nieheim) ist ein ehemaliger Kommunalpolitiker (CDU), war von 1994 bis 1999 ehrenamtlicher Bürgermeister der Stadt Wuppertal und kandidierte dort 1999 erfolglos für das Amt des Oberbürgermeisters.

## Leben und Beruf
Hermann-Josef Richter zog 1956 mit seiner Familie vom ostwestfälischen Nieheim nach Wuppertal. Seit 1965 war er zunächst als Leiter der Buchhaltung, später als Prokurist und Geschäftsführer in der Schuhhaus-Kette Klauser tätig. Während seiner Zeit als Geschäftsführer expandierte das Unternehmen der Familie Prange zum bundesweit achtgrößten Schuhhändler mit 70 Filialen und übernahm 2009 die deutschen Filialen der Schuhmarke Salamander. 2012 schied er aus dem Unternehmen aus. Seitdem ist Richter Vorsitzender von „Haus & Grund Wuppertal und Umgebung“ und war Vorsitzender des Verwaltungsrates der Wuppertaler Stadtwerke.
Hermann-Josef Richter ist verheiratet und Vater von zwei Kindern.

## Politik
Richter vertrat den Stadtbezirk Nächstebreck mehr als zwei Jahrzehnte im Rat der Stadt Wuppertal und rückte 1979 zum Vorsitzenden der CDU-Fraktion im Rat und 1990 zum Kreisvorsitzenden der Wuppertaler CDU auf. Von 1994 bis 1999 repräsentierte er die Stadt als ehrenamtlicher Bürgermeister. Er war maßgeblich an der Errichtung des Technologiezentrums auf dem Lichtenplatz beteiligt. Bei der Kommunalwahl 1999, bei der erstmals der Oberbürgermeister in direkter Wahl bestimmt wurde, verlor Richter in der Stichwahl am 26. September 1999 gegen Amtsinhaber Hans Kremendahl (SPD), obwohl seine Partei nach der Wahl die stärkste Fraktion im Stadtrat bildete.
Nach seiner Wahlniederlage legte Hermann-Josef Richter alle politischen Ämter nieder, verließ die CDU und engagierte sich fortan als Vorsitzender des Bürgervereins Nächstebreck, in der Hospizbewegung und in wichtigen Fragen des Einzelhandels in Wuppertal.

### Der Wuppertaler Parteispendenskandal
Richter musste sich wegen einer angenommenen Geldspende im Rahmen des Wahlkampfes 1998/99 und des damit einhergehenden Vorwurfs der Untreue vor Gericht verantworten. Die Staatsanwaltschaft ging davon aus, dass Richter wissentlich eine Einflussspende über 125.000 Deutsche Mark vom Wülfrather Bauunternehmer Uwe Clees angenommen hatte. Richter sollte gewusst haben, dass Clees mit der Spende sein politisches Wohlwollen für die Planungssicherheit seines Wunschprojektes verband, eines Factory-Outlet-Centers (FOC) am Eskesberg in Wuppertal. Uwe Clees sagte als einziger Belastungszeuge gegen Richter aus, Richter hätte ihm gesagt, „das Thema FOC vor der Wahl nicht anpacken zu können, nach der Wahl wäre er aber sein Mann“. Richter habe das seiner Partei verschwiegen. Außerdem sei die Spende auf Bitten Richters zustande gekommen.
Richter wies alle Vorwürfe zurück und erklärte, dass er schon immer und öffentlich ein Gegner eines FOC gewesen wäre. Das Gericht erkannte am 6. Dezember 2005 auf Freispruch. Anders als noch im Prozess um die Parteispenden an die Wuppertaler SPD 1999 und beim Freispruch für den damals angeklagten SPD-Oberbürgermeister Hans Kremendahl war im „Urteil Richter“ nicht von Lücken im Gesetz die Rede. Der „Fall Kremendahl“ wurde gleich zu Beginn der Urteilsbegründung bemüht. Clees hatte 500.000 Deutsche Mark für die Wahlkampagne des damaligen Oberbürgermeisters Hans Kremendahl gespendet, da dieser die FOC-Pläne unterstützte. Clees wurde in erster Instanz verurteilt, Kremendahl freigesprochen. Der Skandal sei so bedeutsam gewesen, dass das Gericht im Fall Richter um einen Prozess samt öffentlicher Erörterung aller Vorwürfe nicht herumgekommen sei.

## Ehrungen
Hermann-Josef Richter ist Träger des Bundesverdienstkreuzes 1. Klasse (1994) und seit 1997 Träger des Ehrenrings der Stadt Wuppertal. Anfang April 2014 verlieh ihm der Rat der Stadt Wuppertal die Ehrenbezeichnung „Altbürgermeister“.